# Baranów (Masovia)
Baranów è un comune rurale polacco del distretto di Grodzisk Mazowiecki, nel voivodato della Masovia.
Ricopre una superficie di 75,37 km² e nel 2004 contava 4 873 abitanti.